# Octave Deniau
Octave-Florentin Deniau, né le 3 juillet 1839 à Tours où il est mort le 19 septembre 1922, est un médecin qui pratique la céramique en amateur dans un goût néo-palisséen.